# 布托韋 (扎里奇涅區)
51°48′18″N 26°23′44″E / 51.80500°N 26.39556°E
布托韋（烏克蘭語：Бутове），是烏克蘭西北部的村莊，隸屬里夫內州的瓦拉什區。該村始建於1561年，面積5.93平方公里，海拔高度116米，2001年人口508，人口密度每平方公里85.7人。